# Вергато
Вергато (итал. Vergato) је насеље у Италији у округу Болоња, региону Емилија-Ромања.
Према процени из 2011. у насељу је живело 4697 становника. Насеље се налази на надморској висини од 199 м.

## Становништво
| 1931. | 1936. | 1951. | 1961. | 1971. | 1981. | 1991. | 2001. | 2011. |
| ----- | ----- | ----- | ----- | ----- | ----- | ----- | ----- | ----- |
| 7.241 | 7.113 | 6.627 | 5.716 | 5.519 | 5.776 | 5.872 | 6.730 | 7.642 |